# Jung Dae-young
Jung Dae-young (in coreano 정대영; Cheongju, 12 agosto 1981) è una pallavolista sudcoreana.
Gioca nel ruolo di centrale nel GS Caltex Seoul.

## Carriera
La carriera di Jung Dae-young inizia nei campionati scolastici sudcoreani. Nel 2001 viene ingaggiata dallo Hyundai E&C col quale gioca nel campionato sudcoreano amatoriale fino alla nascita della V-League nella stagione 2005, al termine della quale, nonostante il terzo posto in classifica, fa incetta di premi individuali, tra i quali due titoli di MVP. Nel medesimo periodo fa il suo debutto in nazionale, precisamente al World Grand Prix 2001, per poi vincere la medaglia d'argento al campionato asiatico e oceaniano; un anno dopo vince la medaglia d'argento ai XIV Giochi asiatici. Dopo aver vinto la medaglia di bronzo al campionato asiatico e oceaniano 2003, nel 2004 partecipa ai Giochi della XXVIII Olimpiade di Atene. Nel corso dell'ultimo campionato disputato con la maglia del Suwon Hyundai vince il primo trofeo della propria carriera, la Coppa KOVO 2006.
Nella stagione 2007-08 passa al GS Caltex di Incheon, col quale vince subito la Coppa KOVO 2007, di cui è MVP, e lo scudetto, ricevendo anche il premio di MVP delle finali. Nel 2010 vince la medaglia d'argento ai XVI Giochi asiatici, mentre nel 2012 partecipa ai Giochi della XXX Olimpiade di Londra, chiusi al quarto posto. Nel corso del campionato 2012-13 vince la terza Coppa KOVO della propria carriera, mentre esce sconfitta nella finale scudetto, giocando entrambe le finali contro le IBK Altos.

## Palmarès

### Club
- Campionato sudcoreano: 1

2007-08
- Coppa KOVO: 3

2006, 2007, 2012

### Nazionale (competizioni minori)
- Giochi asiatici 2002
- Giochi asiatici 2010

### Premi individuali
- 2005 - V-League: MVP del campionato
- 2005 - V-League: MVP di aprile
- 2005 - V-League: Miglior realizzatrice
- 2005 - V-League: Miglior muro
- 2005 - V-League: Miglior ricevitrice
- 2006 - V-League: Miglior attaccante (fase break)
- 2007 - V-League: Premio fair-play
- 2007 - Coppa KOVO: MVP
- 2008 - V-League: MVP delle finali
- 2008 - V-League: Miglior muro